# 醜聞 (1974年電影)
《醜聞》是由名導演李翰祥執導的香港電影，1974年4月12日首映。電影中有冷面笑匠許冠文、金馬獎最佳男配角井淼等巨星坐陣。

## 劇情
流浪漢甄明（許冠文飾）與賈亮（王琛飾）掌握一眾縣官的貪污與醜聞證據，得以順水推舟假扮縣長，結局出人意料。全片帶出人生如戲的黑色幽默，也狠狠地鞭撻為官者殘民以自肥的無恥行為。

## 演員表
| 演員   | 角色 |
| ------ | ---- |
| 許冠文 | 甄明 |
| 王琛   | 賈亮 |

## 外部連結
- 開眼電影網上《醜聞》的資料（繁體中文）
- 香港影庫上《醜聞》的資料（繁體中文）
- 时光网上《醜聞》的資料（简体中文）
- 豆瓣电影上《醜聞》的資料 （简体中文）
- 互联网电影数据库（IMDb）上《醜聞》的资料（英文）